# Konstantinápoly ostroma (626)
Konstantinápoly első ostroma 626-ban történt a szövetséges avar és perzsa seregek által, azonban az Aranyszarv-öbölben történt szláv monoxylok kudarcba fulladt támadása után az ostromot leállították. Ez fordulatot jelentett mind a bizánci-perzsa háború menetében, mind az Avar Kaganátus kül- és belpolitikájában egyaránt.
626-ban a perzsa sereg útra kelt, hogy megkeresse és legyőzze Hérakleiosz bizánci császár csapatait és elfoglalja Konstantinápolyt. 626 nyarán a bizánci fővárost avar és szláv seregek kezdték ostromolni. A város azonban képes volt ellenállni az ostromnak a flotta segítségével, amely azt is megakadályozta, hogy a perzsák átkeljenek az európai oldalra. Az avaroknak félbe kellett hagyniuk az ostromot, és a perzsa sereg Shahrbaraz parancsnok vezetésével 627 elején Calcedoniából visszavonultak Szíriába. A bizánciak a sikert isteni beavatkozásnak tekintették.